# Riffel

En riffel er et gevær med riffelgang i løbet, dvs. løbet er indvendigt forsynet med langsgående riller med svag skruning. Riffelgangens formål er at give projektilet rotation, hvilket øger aerodynamikken, får projektilet til at flyve længere og giver større træfsikkerhed.

## Historie
Rifler har været kendt siden det 15. århundrede. Det riflede løb blev udviklet fordi sortkrudt brændte meget urent, så løbet blev tilsmudset og efterhånden uanvendeligt. Efterhånden fik bøssemagere ideen til at skære lange riller i løbene. I disse riller kunne krudtslam samles, hvilket nedsatte behovet for rengøring af løbet. En, formentlig tysk, bøssemager fik ideen til at lave rillerne spiralformede, så de derved kunne tage mere krudtslam, og det viste sig, at disse spiralformede riller fik kuglen til at rotere, og derved flyve, mere stabilt. I begyndelsen blev rifler primært brugt til jagt- og sportsskydning, da kuglen skulle presses ind i riffelgangen under ladningen og derfor tog 3,5 gange længere tid at lade end de glatløbede musketter. Derfor fik rifler meget begrænset, og måske ingen, militær anvendelse før sidst i det 18. århundrede. Første gang rifler fik betydning på slagmarken var under den amerikanske uafhængighedskrig, da militser anvendte Kentucky-riflen mod briterne. Men både i den kontinentale hær og i den britiske kolonihær var musketter stadig de primære våben, henholdsvis Charleville-musketten og den britiske Long Land Pattern Musket (kendt som Brown Bess).
I begyndelsen af det 19. århundrede, og især under Napoleonskrigene, oprettede mange europæiske nationer særlige riffelkorps til at beskyde fjenden fra flankerne på afstande op til 300 meter. Dog spillede de glatløbede musketter stadig den største rolle i infanteritræfninger.

### 1840-1880
I løbet af 1840'erne begyndte eksperimenter med nye projektilformer, og rifler begyndte så småt at blive det primære infanterivåben. Denne udskiftning skyldtes især udviklingen af Minié-projektilet, som havde en tilspidset aerodynamisk form og en udhulet base. Den udhulede base udvidede sig ved eksplosionstrykket under affyringen, så den tilpassede sig løbets rifling. Dette gjorde at projektilet nu kunne være smallere end løbet, og dermed kunne en riffel lades lige så hurtigt som en glatløbet musket.
I midten af det 19. århundrede begyndte opfindere og bøssemagere desuden at udvikle gradvist mere effektive bagladerifler.
Johan Nikolai von Dreyses tændnålsgevær, blev en milepæl inden for riffelteknologien, og var den første egentlige repetérrifler. Den havde et bundstykke med et håndtag på siden, der i lukket tilstand stod i en ca. 45 graders vinkel, og var låst bag en udskæring i løbet. Ved ladning blev håndtaget drejet til 90 grader og trukket tilbage, hvilket spændte en nåleagtig slagstift. Derpå anbragtes en papirpatron i kammeret, og bolten blev lukket og låst.
I løbet af 1860'erne blev de første effektive repetérrifler udviklet, herunder Spencer-riflen og Henry-riflen (som var forløberen til den ikoniske Winchester lever-action riffel). De havde dog nogle ulemper, fx at de ikke var velegnede til skydning i liggende position, pga. håndtaget der skulle drejes nedad, og at de (primært Henry-riflen) ikke kunne tage særligt kraftige patroner, pga. den svage lås. Det medførte at langt de fleste militærnationer primært var bevæbnet med enkeltskudsrifler, indtil der blev udviklet mere effektive magasin-bolt-action rifler i løbet af 1870'erne og 1880´erne.

### 1880-
I løbet af 1880'erne og 90'erne gjorde især Enfield og Mauser sig bemærket med særdeles effektive magasinrifler, der fortsat var i brug i forskellige udgaver helt op til 1940'erne.
I løbet af de sidste 20 år af det 19. århundrede begyndte fremsynede våbenproducenter at eksperimentere med selvladende, semiautomatiske rifler, og en del franske selvladende rifler blev brugt i 1. verdenskrig, men det var langt fra at være et standardvåben. Den første semiautomatiske riffel, der blev udleveret i stort omfang, var den amerikanske M1 Garand-riffel, der blev USA's standardgevær i 1936 og anvendtes i stor stil i 2. verdenskrig.
Siden maskingeværets opfindelse, forsøgte hære verden over at eksperimentere med lette infanterivåben, som havde samme ildkraft som et maskingevær, men havde mobilitet som en riffel. I næsten 25 år var de det tætteste man kom på maskinpistoler, men da disse benyttede mindre kaliber end almindelige rifler, kunne de ikke anvendes effektivt over større afstande. Det første store gennembrud kom under 2. verdenskrig, da rapporter om kampsituationer afslørede, at de fleste infanteritræfninger fandt sted på langt under 300 meters afstand. Det blev også mere og mere klart, at almindelige infanteririfler slet ikke kunne udnytte de store riffelpatroners fulde potentiale, da en 30 kaliber riffelpatron kan være dødeligt effektiv på næsten 2000 m, mens almindelige rifler kun kunne anvendes på mellem 500 og 1000 m. Resultatet blev, at man udviklede forkortede versioner af de store riffelpatroner: den første 7.92x33 Kurz blev udviklet til Tysklands MP43/Sturmgevehr 44 i 1942. Sovjetunionen fulgte snart trop med deres 7.62x39 mm M43 patron, der senere blev anvendt til deres AK-47-riffel. Fordelen ved disse patroner var, at de var effektive ud til 300-600 m, og samtidig gav mindre rekyl pga. den reducerede længde. Man kunne nu ramme relativt præcist med fuldautomatisk ild på mere end 100 m.